# テネウ
テネウ（Teneu, Thenew, Thaney, Thanea, Denw, その他各種表記あり、511年頃 - 603年頃）は、スコットランドの伝承上の人物。キリスト教の聖女（聖テネウとも）。ゴドズィン王国の王女で、聖ムンゴ（聖ケンティガーン）の母。

## 伝承

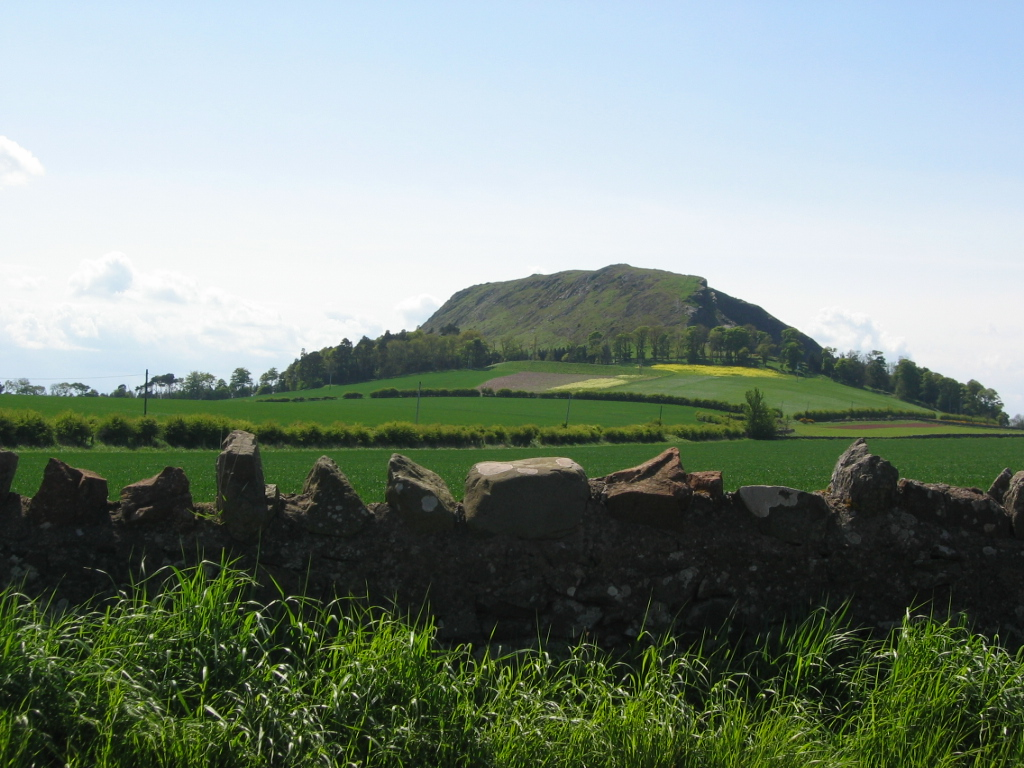
トラップレイン・ロー

テネウは、スコットランド史において、記録に残る最初の「強姦被害者」であり、「未婚の母」であると言われる。彼女は女装して部屋に侵入したウェールズ王子オワイン・マブ・ウリエン（Owain mab Urien）によって凌辱された。その後、妊娠した彼女は激怒した父王によって死を命じられ、トラップレイン・ローの崖から落とされたものの、奇跡的に助かった。彼女は聖サーフによって救われ、無事に出産することができたという。
その後、彼女の長男であるケンティガーンは、イングランドにあるストラトクライドに下り、のちにグラスゴーの守護聖人聖ムンゴとして知られるようになった。